# Martin Fréminet
Vous lisez un « bon article » labellisé en 2011.
Pour les articles homonymes, voir Fréminet.
Martin Fréminet né à Paris le 24 septembre 1567 et mort dans la même ville le 18 juin 1619 est un peintre français.
Artiste maniériste rattaché à la seconde École de Fontainebleau, il est actif au début du XVIIe siècle. Après un voyage en Italie à la fin du XVIe siècle, Fréminet revient en France en 1603, et se voit confier la réalisation des décors de la chapelle de la Trinité du château de Fontainebleau, œuvre maîtresse de sa carrière, aboutissement de ses recherches et de ses influences, qui le place comme l'un des derniers maîtres de l’école bellifontaine et l'un des derniers maniéristes français.
Fréminet est essentiellement peintre de scènes religieuses, mais rares sont les œuvres sûrement exécutées par sa main, car, à l'exception des décors de la voûte de la chapelle de Fontainebleau, seules quelques toiles — parmi lesquelles une Adoration des bergers du Musée Muséum départemental des Hautes-Alpes de Gap et une Charité de saint Martin conservée au musée du Louvre — lui sont attribuées avec certitude. Son style puissant et coloré doit beaucoup à son admiration pour l'œuvre de Michel-Ange, du Parmesan, et à sa découverte de l'école vénitienne.

## Biographie

### Jeunesse et formation
Né à Paris le 24 septembre 1567, Martin Fréminet étudie d'abord l’art de la peinture chez son père Médéric Fréminet, peintre jugé assez médiocre par André Félibien, « qui peignait des canevas pour travailler de tapisserie ». C’est dans cet atelier que Fréminet fait la connaissance de Toussaint Dubreuil, autre peintre de la seconde École de Fontainebleau.
Ses œuvres de jeunesse nous sont peu connues. Il est chargé de quelques travaux à Paris et peint à cette époque un Saint Sébastien pour l’église Saint-Josse, tableau disparu, aujourd’hui connu par une gravure de Philippe Thomassin. Cette œuvre aborde déjà une manière très italienne, assez peu naturaliste.

### Voyage en Italie (1587-1603)
Contrairement à ses contemporains français, Fréminet part tôt en Italie pour poursuivre sa formation. Il arrive à Rome en 1587 ou 1588. Félibien indique que « comme il avoit de l’esprit et qu’il étoit bien fait, Fréminet se fit beaucoup d’amis ». En effet, Fréminet se lie avec le Cavalier d'Arpin, et devient l’ami du poète Mathurin Régnier et du graveur Philippe Thomassin,.
Il reçoit alors les pleines leçons des peintres maniéristes italiens, dans une Rome dominée par le style de Federigo Zuccaro. Il y acquiert sa virtuosité décorative et développe un art de l'effet, une rhétorique souple des figures penchées, étirées, retournées, qu'il élabore une palette chaude, d'un luminisme parfois assez violent. Il étudie les œuvres du Caravage et se prend de passion pour l’œuvre de Michel-Ange. Il découvre également les peintres bolonais Pellegrino Tibaldi et Le Parmesan, qui renforcent son style maniéré, il observe probablement l'œuvre de Giovanni Battista Trotti de Crémone.
On a peu de vestiges des œuvres romaines de Fréminet. Les gravures de Thomassin révèlent l’existence d’une Sainte famille (1589), d’une Annonciation (1591), d’une Flagellation, d’un Saint Sébastien, et d’un Baptême du Christ (1592). Il réalise également la décoration d’une façade de palais en clair-obscur — dont aucune trace ne subsiste aujourd’hui — et reçoit la commande d'une Vierge pour Saint-Louis-des-Français.
Le jeune artiste se rend ensuite à Venise vers 1596, où sa découverte des œuvres de Paolo Farinati et surtout celles du Tintoret laisse une marque importante dans sa palette de couleurs.
On le retrouve ensuite à Turin vers 1599, où il travaille au service de la Cour de Savoie. On ignore presque tout de ses compositions lors de ce séjour, mais il semble travailler comme portraitiste. Le duc Charles-Emmanuel le charge de décorations mythologiques. Dans le même temps il se voit confier la réalisation de tableaux religieux, dont la Charité de saint Martin, conservée au musée du Louvre, qui date peut-être de cette période ; il pourrait s'agir du Saint Martin à cheval signalé dans l'inventaire des collections du duc de Savoie, mais d'après Cécile Scailliérez, les proportions des deux tableaux sont trop différentes pour laisser penser qu'il s'agit de la même œuvre. L'inventaire des collections de Charles-Emmanuel de Savoie, dressé en 1631, cite plusieurs tableaux peints par Fréminet. L'Adoration des Bergers (Gap, Musée Muséum départemental des Hautes-Alpes), provenant de l'hospice du col du Montgenèvre, a peut-être été réalisé par Fréminet, sur la route de son retour en France, et pourrait à ce titre avoir été peint vers 1602.

### Retour en France

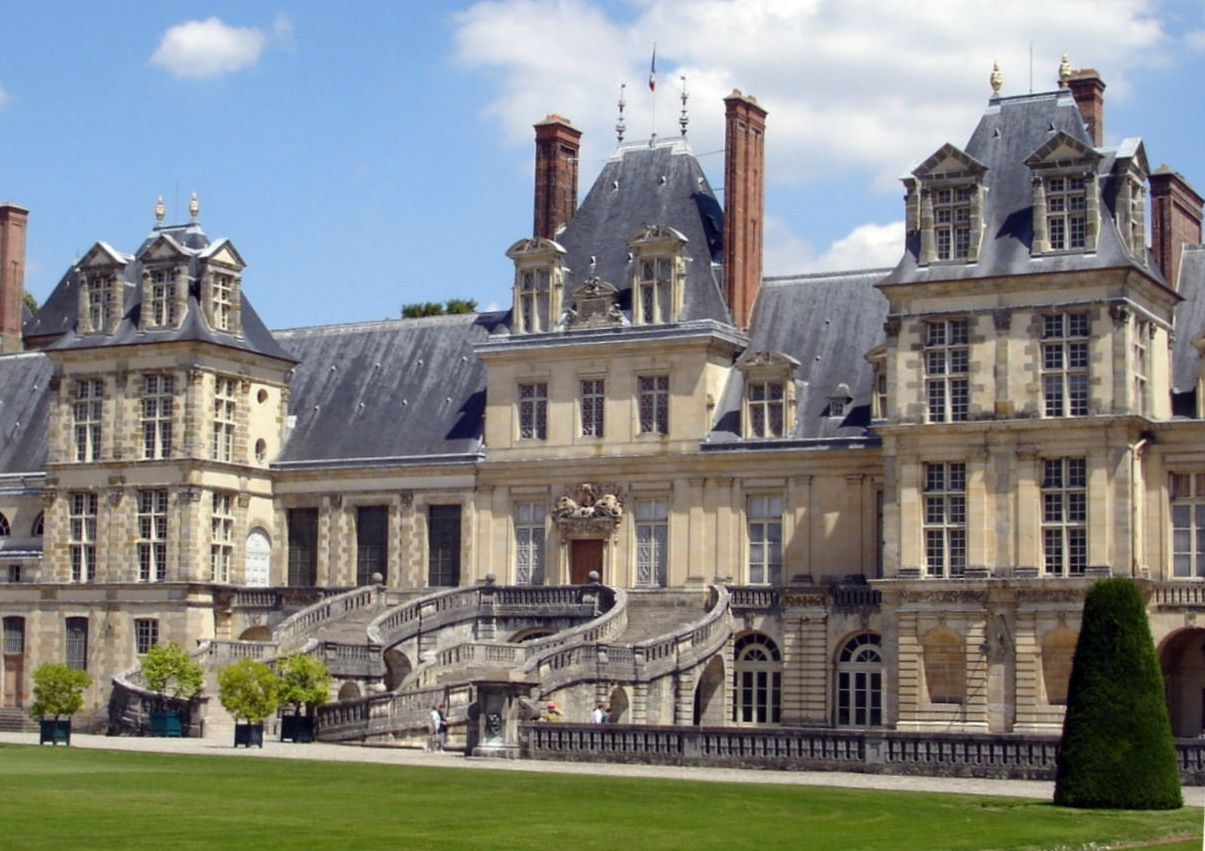
Le château de Fontainebleau, où travaille Fréminet à partir de 1608.

Il est rappelé en France par Henri IV en 1603, date à laquelle il reçoit les charges de peintre et valet de chambre du roi, en remplacement d’Étienne Dumonstier qui vient de mourir, le 23 octobre 1603. Le roi le charge en 1604 de la réalisation des décors de la chapelle de la Trinité du château de Fontainebleau, travail qu’il commence en 1608 et auquel il se consacrera jusqu’à sa mort. Les travaux seront achevés par Jean Dubois le Vieux et Francesco Bordoni. Cette œuvre colossale par ses dimensions, pour laquelle il est payé dès l’année 1608, est sans doute la dernière œuvre d’ampleur de l’École de Fontainebleau. Très populaire à la cour, « excellent personnages », « d'humeur joyeuse mais bizarre », il se lie d’amitié avec Jacques-Auguste de Thou, il devient également le maître de dessin du dauphin Louis (futur Louis XIII), dont il exécute d’ailleurs un portrait aujourd’hui perdu.
Poursuivant les travaux de la chapelle de la Trinité après la mort d'Henri IV (en 1610), il demeure, en 1611, au service de Marie de Médicis, en attente d’un projet de sépulture pour Henri IV : la reine mère devra le faire avertir « lors qu’il seroit besoin ». Cette situation précaire suggère une sorte de disgrâce dans la carrière de l’artiste, mais ses travaux et les honneurs qui lui sont rendus ne faiblissent pas pour autant. En 1615, il est anobli par le jeune Louis XIII, qui le fait également membre de l’ordre de Saint-Michel, grande distinction pour un peintre, laquelle montre ainsi que la faveur royale est toujours de son côté, même après la mort d’Henri IV et la disparition de tous les autres artistes de l’école bellifontaine.
Peu après avoir terminé l’essentiel des peintures de la chapelle de Fontainebleau, on le retrouve à Blérancourt, où il travaille aux décors d’une galerie, auprès de Barthélemy Tremblay, pour la famille Potier, et participe à la réalisation du Cabinet Doré de Marie de Médicis au palais du Louvre (aujourd'hui perdu), tandis que Jacques-Auguste de Thou l'emploie à sa demeure de Cély.
Il meurt le 18 juin 1619 et est enterré à l’abbaye cistercienne de Barbeaux le 9 juillet. Son ami Barthélemy Tremblay érigera plus tard un mausolée pour abriter la dépouille du peintre. De ce monument (aujourd'hui disparu), il subsiste un buste représentant Martin Fréminet, conservé au musée du Louvre.
De son mariage avec Françoise d’Hoey (veuve du peintre Ambroise Dubois), il a un fils, Louis Fréminet (1616–1651), né rue des Francs-Bourgeois le 10 juin 1616, baptisé le 24 septembre 1617 paroisse Saint-Paul et parrainé par Jean Zamet (1548-1622), gentilhomme de la chambre du roi. Louis Frémiet devient écuyer, peintre, et garde des peintures de son père à la chapelle de la Trinité, aux côtés de Jean Dubois le Vieux, le fils d’Ambroise Dubois.

## Son œuvre

### Le dernier maître de l’École de Fontainebleau

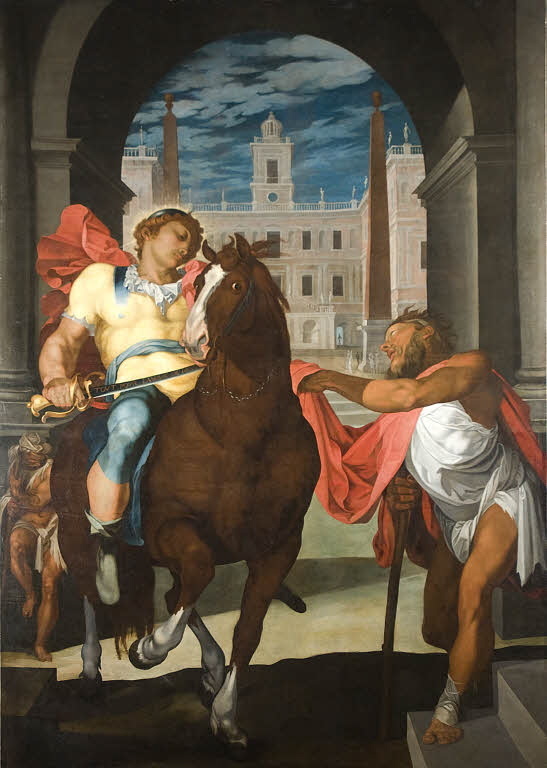
La Charité de saint Martin,, Paris, musée du Louvre.

Martin Fréminet a l’opportunité, au contraire de ses contemporains français, de réaliser un long voyage en Italie, qui marque durablement son style et lui permet de trouver l’art maniériste à sa source, et non par le prisme unique des décors de Fontainebleau (exécutés par Primatice et Rosso Fiorentino). Il puise directement dans les œuvres de Michel-Ange, du Parmesan et du Cavalier d'Arpin — avec qui il sympathise — un style vif et puissant, un irréalisme des figures contorsionnées et une virtuosité dans le traitement des corps et le choix des couleurs. Sa façon insolite d’aborder la science anatomique fait de son œuvre celle d’un maniériste radical, voire excessif. Van Mander livre cette anecdote, qui résume l’audace et la perfection de ses figures peintes : « En présence de son Souverain, il aurait exécuté sans dessin préalable un pied, une main, une tête, jetés comme au hasard sur une toile, le tout devenant à la fin une figure entière au grand ébahissement du Roi ».
Son admiration pour l'œuvre de Michel-Ange, et notamment pour les décors de la chapelle Sixtine, marque fortement son art et s'inscrit même dans le choix de ses sujets : dans la Charité de saint Martin, Fréminet place au fond de la scène un décor architectural reproduisant la place du Capitole de Rome, réaménagée par Michel-Ange après 1550, tandis que le personnage du mendiant s'apparente aux figures suspendues du Jugement dernier de la chapelle Sixtine, de même les corps tourmentés de la chapelle de la Trinité de Fontainebleau.
De son passage en Émilie, Fréminet garde la suavité et la sinuosité des figures du Parmesan. La grisaille conservée au musée du Louvre représentant Saint Jérôme endormi, se réfère nettement, par l'anatomie désarticulée et ondulante du saint, à La vision de saint Jérôme du Parmesan (Londres, National Gallery). On note également, dans la série des Évangélistes conservés au musée des Beaux-Arts d'Orléans, provenant du château de Richelieu, une influence du peintre Camillo Procaccini, notamment celle de ses réalisations à Saint-Prospère de Reggio d'Émilie. On retrouve chez Fréminet la même science des couleurs vives, les mêmes grands aplats de couleurs, et les associations de vert sombre et de rouge vif.

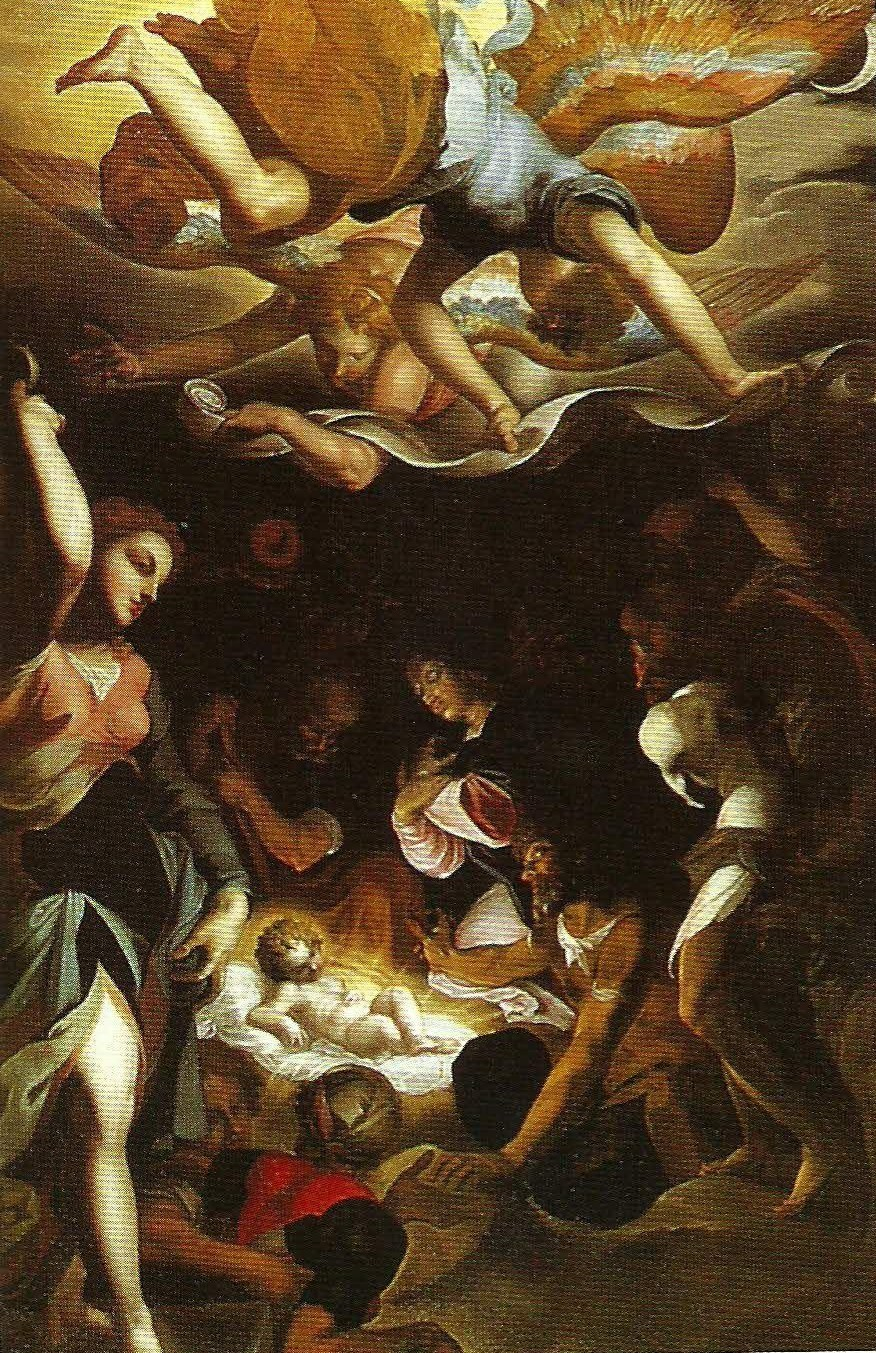
L'Adoration des bergers, Gap, Musée Muséum départemental des Hautes-Alpes.

Fréminet se distingue dans ses productions par une palette particulière, sans doute l’expression de la leçon vénitienne en Italie, mais peut-être aussi l’étude des œuvres du Caravage. Une éventuelle influence du caravagisme sur Fréminet pourrait sembler contradictoire avec l’art maniéré et artificiel de sa peinture. Toutefois, le coloris sec, dur, parfois obscur de ses toiles, sa palette volontairement rembrunie peuvent être dus à un certain intérêt pour la démarche caravagesque — sans pour autant suffire à le désigner comme membre de ce courant —, ce qui lui donnerait alors une place assez singulière dans le maniérisme. Un tableau du musée des Beaux-Arts de Rouen représentant Saint François et l'ange, attribué à Fréminet par Jean-Claude Boyer, pourrait confirmer les influences caravagesques dans son œuvre.
Son œuvre entière se distingue ainsi par un dynamisme puissant, par des coloris assez tranchés et éclatants, par de violents contrastes de lumière associant de vastes contre-jours à des reflets luisants et saillants, des physionomies contorsionnées, tantôt brutales, tantôt suaves, où Fréminet montre la qualité de ses inventions plastiques et moelleuses. Les visages doucereux de ses personnages présentent des types récurrents : on retrouve souvent les mêmes narines retroussées et dilatées, les arcades sourcilières fuyantes, les yeux révulsés, les oreilles charnues, et le modelé étonnement sanguin des carnations. Ce type de visage est particulièrement visible dans les figures de saint Martin et du mendiant de La Charité de saint Martin (Paris, musée du Louvre) ; ce style ample, franc, et monumental, apparaît dans les quelques œuvres connues de l’artiste. Dans l’Adoration des bergers, la profondeur de la scène est rendue par une spirale qui semble entraîner l'observateur au cœur de la composition et faire converger ses regards vers l’enfant Jésus. Mais le meilleur exemple de son art se trouve sans doute dans les décors peints au plafond de la chapelle de la Trinité du château de Fontainebleau, qui résonne comme un manifeste de son style et de ses influences.
L’œuvre de Fréminet a par la suite une influence certaine sur la peinture du début du XVIIe siècle. Pierre-Paul Rubens l’admire, Gabriel Honnet, Josse Voltingeant s'en inspire, surtout Quentin Varin, qui en retient particulièrement le goût pour les figures monumentales et doucereuses et la suavité des visages. Dominique Cordellier signale ainsi qu'une Sainte Famille peinte par Quentin Varin (collection particulière), s'inspire sensiblement d'une Sainte Famille peinte par Martin Fréminet pendant son séjour à Rome, connue par une gravure de Philippe Thomassin (Paris, Bibliothèque nationale de France). Son art est étudié par de nombreux peintres français du XVIIe siècle, parmi lesquels Pierre Mignard, mais aussi, probablement, Laurent de La Hyre, qui n'a pas l'occasion de se rendre en Italie mais qui étudie les peintures de Fontainebleau. Cette influence se devine dans Marie et L'Amour Divin (1628, cathédrale Notre-Dame d'Amiens), où La Hyre reprend quelque peu le style de Fréminet dans ses personnages aux mâchoires arrondies, aux yeux révulsés, aux joues pleines, aux mentons saillants, dans ses coloris, une palette de verts, de vieux rose, d'orangé, et de jaune pâle.
Son attachement à l’œuvre de Michel-Ange comme à celle du Caravage, sa capacité à allier les apports de l’Italie maniériste à ceux d’une École de Fontainebleau empreinte d’influences nordiques, sa volonté parfois excessive de rompre avec le doux maniérisme du Primatice annoncent la peinture baroque dont il peut faire figure de précurseur. Loin d'anticiper, comme certains de ses contemporains, la peinture mesurée du classicisme, Fréminet traduit dans son œuvre les derniers éclats d’un art volontairement nostalgique et d’un style passéiste assumé. Dominique Cordellier affirme que « sa turbulence ostentatoire, fougueuse, chargée, somptueuse et éloquente qui, savante, était une noblesse, un panache, une gloire, préservait du siècle passé une part de l’esthétique profane et de sublimes licences ».

### Les décors de la chapelle de la Trinité au château de Fontainebleau

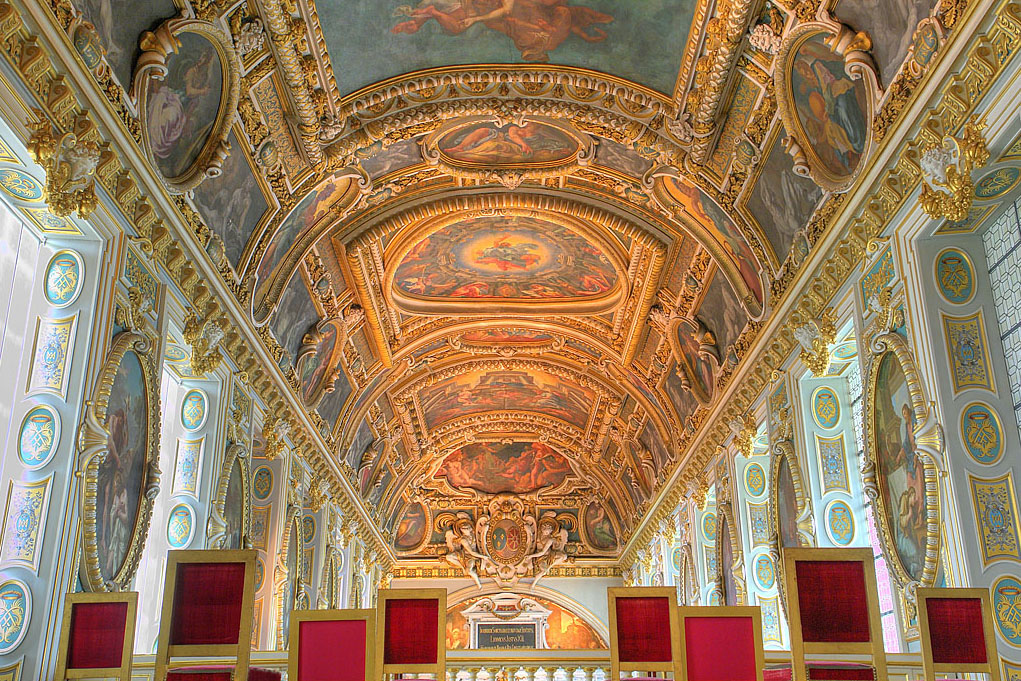
Vue de la voûte de la chapelle de la Trinité, château de Fontainebleau.

La chapelle de la Trinité du château de Fontainebleau, reliée au château depuis François Ier, est édifiée sous son règne et celui de Henri II (pour le chœur et la tribune) à l'emplacement de l'ancienne église des trinitaires fondée par Louis IX. Celle-ci n’ayant pas reçu de décors, Henri IV « pris résolution de faire travailler et enrichir la grande chapelle, et Église de la Trinité » en 1602 (selon la légende, après que Don Pedro de Tolède, en ambassade en France, eut reproché au roi, après avoir vu les décors de la galerie François Ier et la salle de Bal, d'être « mieux logé que Dieu » ; cette visite n'eut lieu qu'en 1608, et les travaux avaient déjà commencé). Toussaint Dubreuil étant mort en 1602, Étienne Dumonstier l’année suivante, Henri IV fait appel à Martin Fréminet, alors fort d’une solide réputation en Italie, pour l’exécution de ces décors.
Fréminet commence les travaux en 1608, date à laquelle lui est versé un paiement de 2 400 livres « pour les desseings et conduites des peintures et tableaux neufz que Sa Majesté faict faire tant à la voulte de la grande chapelle dudit château que ailleurs où il plaira à Sa Majesté luy commander ». Le roi installe le peintre dans un logis du jardin des canaux.

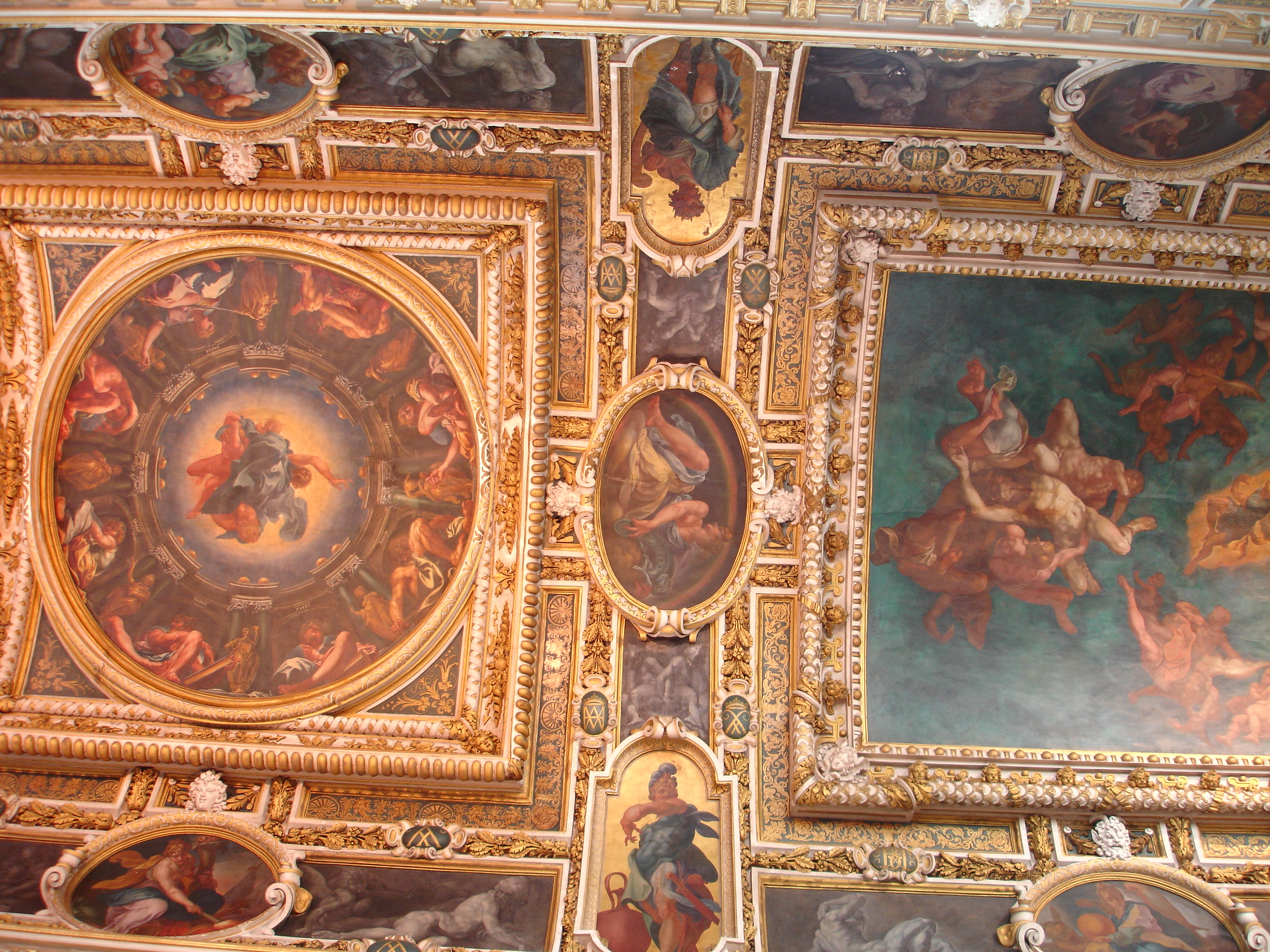
Décors de la voûte de la chapelle de la Trinité, château de Fontainebleau.

Fréminet peut ainsi imposer son style désormais mûr dans le cadre d’une commande prestigieuse et colossale, où il se place comme un artiste « total », donnant les dessins pour la réalisation des sculptures, ainsi que deux projets de maître-autel, conservés aujourd’hui à Darmstadt au musée régional de la Hesse et à Paris au musée du Louvre. Il intervient pour ses travaux de peinture à l’huile sur plâtre, sur une longue voûte en berceau, divisée en compartiments de formes différentes, délimités par de lourdes moulures en stuc modelées par Barthélemy Tremblay.

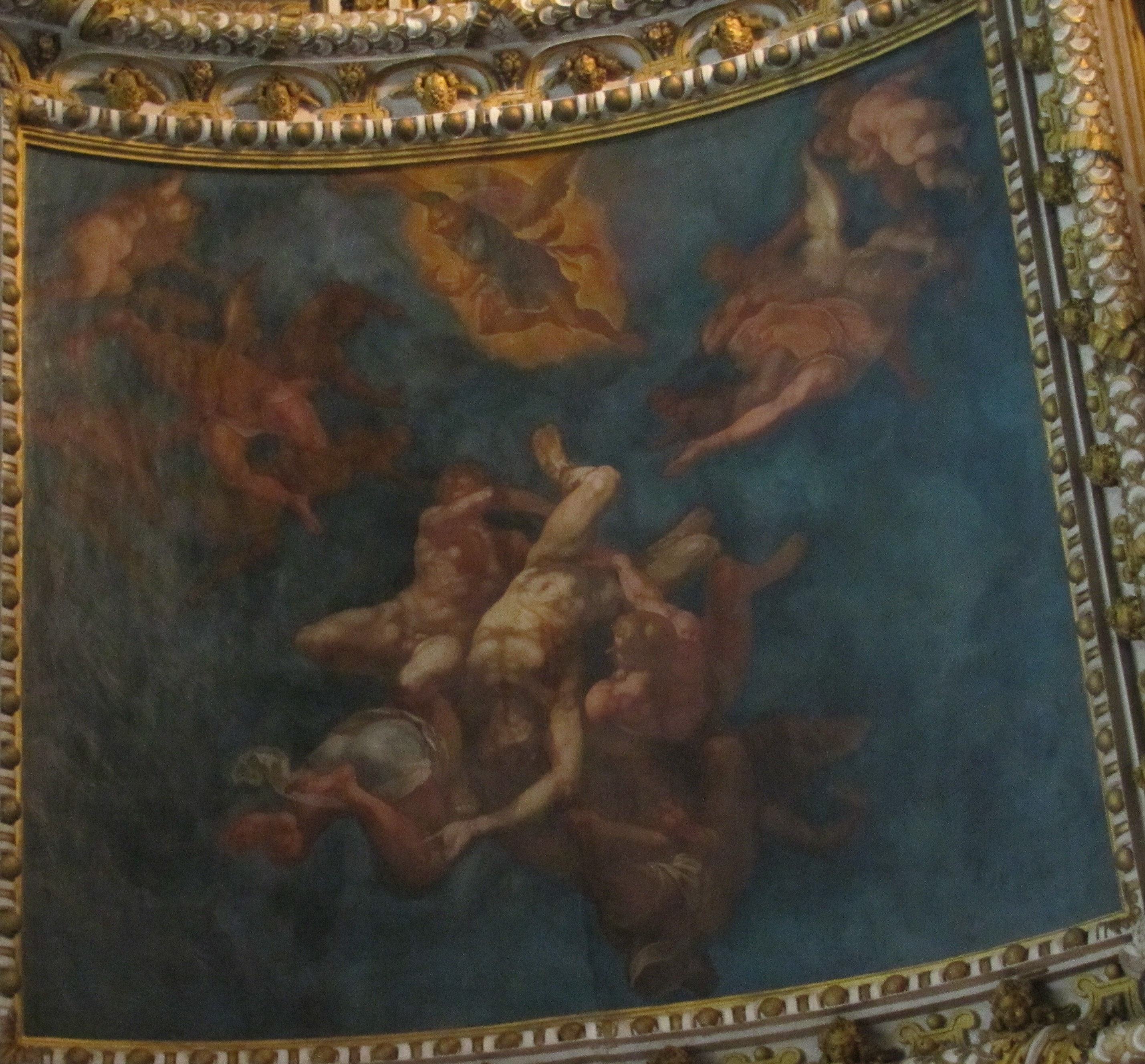
La Chute des anges rebelles, sur la voûte de la chapelle.

Un premier projet de décor est soumis au roi. Il est connu par un commentaire écrit de Martin Fréminet, conservé à Londres au British Museum, se basant sur une feuille dessinée, aujourd'hui perdue. Le programme fait référence au vocable de l'église, la sainte Trinité. Cinq tableaux devaient orner la voûte : La Religion, regardée par les quatre évangélistes et les quatre docteurs de l'église, et une feuille dessinée représentant deux évangélistes se trouve à Oxford à Christ Church. La composition en elle-même semble être largement inspirée d'un dessin de Primatice, projet pour le décor d'un plafond, conservé au musée du Louvre. Les autres tableaux représenteraient La Foi, La Religion, La Charité ; au centre de l'ensemble prenait place La Gloire du Paradis avec la Trinité évoquée à chaque sommet d'un triangle, au-dessus de la Vierge en prière entourée de chérubins, séraphins, anges et archanges. Le reste du décor devait se composer de figures en camaïeu représentant des patriarches et des prophètes ; un dessin du musée de l'Ermitage, habituellement attribué à Georges Lallemant, pourrait y faire référence. Ce premier projet fut abandonné avant le début des travaux, pour un autre programme plus ambitieux basé cette fois sur le thème de la Rédemption de l'Homme, la plupart des thèmes abordés dans le premier projet étant refoulés dans les parties secondaires de la voûte, au sein de compositions plus discrètes.
Ce sont donc finalement cinq grands sujets qui se partagent l’espace, évoquant la Rédemption de l'homme depuis la faute de la chute des anges rebelles jusqu'au rachat du pêché originel par l'Incarnation, tandis que la Résurrection du Christ devait orner le maître-autel : L’Apparition de Dieu à Noé au sortir de l’arche, La Chute des anges rebelles, Le Christ du Jugement dernier entouré des sept premières Intelligences et de la Justice, L’Envoi de l’ange Gabriel par Dieu en vue de l’Incarnation, et L’Assemblée des Justes aux limbes attendant la venue du fils de Dieu, auxquels s'ajoute L'Annonciation au-dessus du chœur, aux côtés de 14 ovales illustrant les allégories des quatre éléments (Le Feu ou l’Humeur colérique, L’Air ou le Sang, L’Eau ou le Flegme, La Terre ou la Mélancolie) et dix vertus (La Foi, La Charité, L’Espérance, La Religion, La Prévoyance, La Patience, La Diligence, La Clémence, La Paix, etc.), tandis que de chaque côté prennent place, dans des formats rectangulaires, des rois d’Israël ou de Judas debout (Saül, David, Salomon, Roboam, Abia, Asar, Josaphat, Joram), et 20 grisailles représentant dix prophètes et dix patriarches couchés et nus (Noé, Abraham, Isaac, Jacob, Joseph, Samuel, Nathan, Jérémie, Jonas, Isaïe, Esdras, Job, Josué, Daniel, Élie). À cela s'ajoute aux stucs et dorures les chiffres de Henri IV, Marie de Médicis, Louis XIII et Anne d'Autriche. Entre les fenêtres étaient peintes 14 scènes de la vie du Christ : Auguste et la Sybille, L'Ange apparaissant en songe à Joseph, La Présentation au Temple, Jésus enfant parmi les docteurs, Le Baptême du Christ, Les Noces de Cana, La Tentation du Christ au désert, Jésus et la Samaritaine, Le Christ et la femme adultère, La Transfiguration, La Guérison du paralytique, Le Christ chassant les marchands du Temple, Le Tribut de César, et La Madeleine lavant les pieds du Christ (déjà endommagées au XVIIIe siècle, et remplacées par des compositions ovales sous le règne de Louis XVI), dont cinq esquisses peintes pour elles sont aujourd’hui conservées au musée du Louvre.

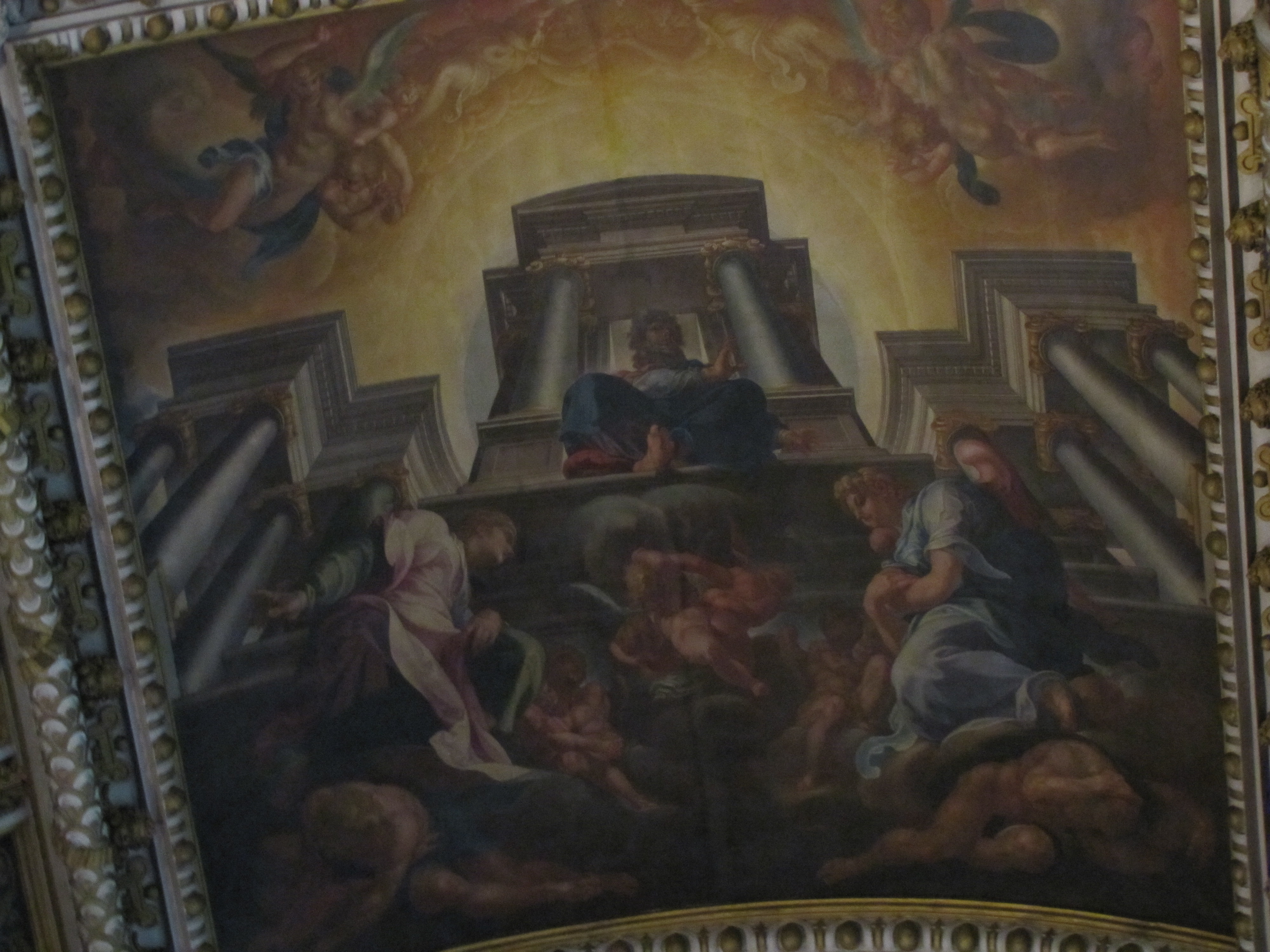
L'Envoi de l'ange Gabriel par Dieu en vue de l'Incarnation, sur la voûte de la chapelle.

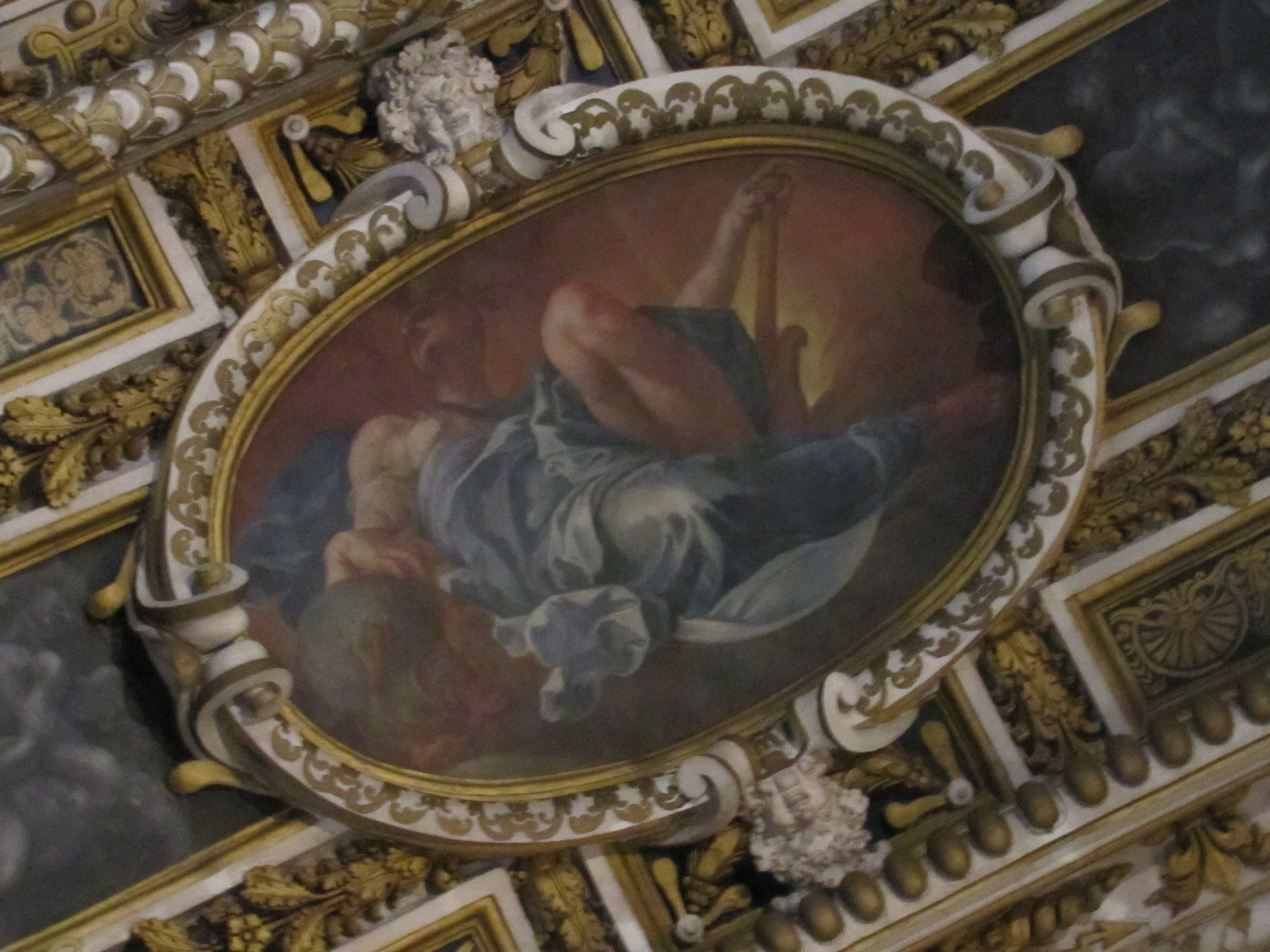
Le Feu ou l'Humeur Colérique, ovale sur la voûte de la chapelle.

Les choix iconographiques, basés sur le thème de la Rédemption de l’homme, reflètent l’influence des méditations théologiques des frères jésuites Coton et Richeome : ils interviennent après le rappel des Jésuites en 1603, et la nomination la même année de Pierre Coton comme prédicateur du roi, avant que celui-ci ne devienne le confesseur du roi en 1608. L'originalité des thèmes abordés (la présence de la généalogie de la Vierge jusqu'à David, l'association des éléments avec des tempéraments humains) se rapproche des écrits de Louis Richeome, notamment Le Pèlerin de Lorète (1604), et Peinture spirituelle ou l'art d'admirer, aimer et louer Dieu en toutes ses œuvres (1611). Ces choix brisent la tradition qui liait avant tout le décor avec le vocable de l'église (ici la sainte Trinité, à laquelle se rattachait le premier projet de décor soumis par Fréminet), et imposent un thème particulièrement savant et réfléchi, dont la complexité iconographique est caractéristique de l'École de Fontainebleau, aux sujets volontiers érudits et faisant appel à des codes de lecture qui nous échappent encore parfois. Il semble que l'importance donnée à la présence de Marie, de même qu'à Saint Michel, vainqueur des anges rebelles et protecteur de la couronne de France, évoque le couple royal, d'où sans doute la présence de l'inscription « Adorate Deum et deinde Regem » au-dessus de l'entrée de la chapelle au niveau de la tribune.

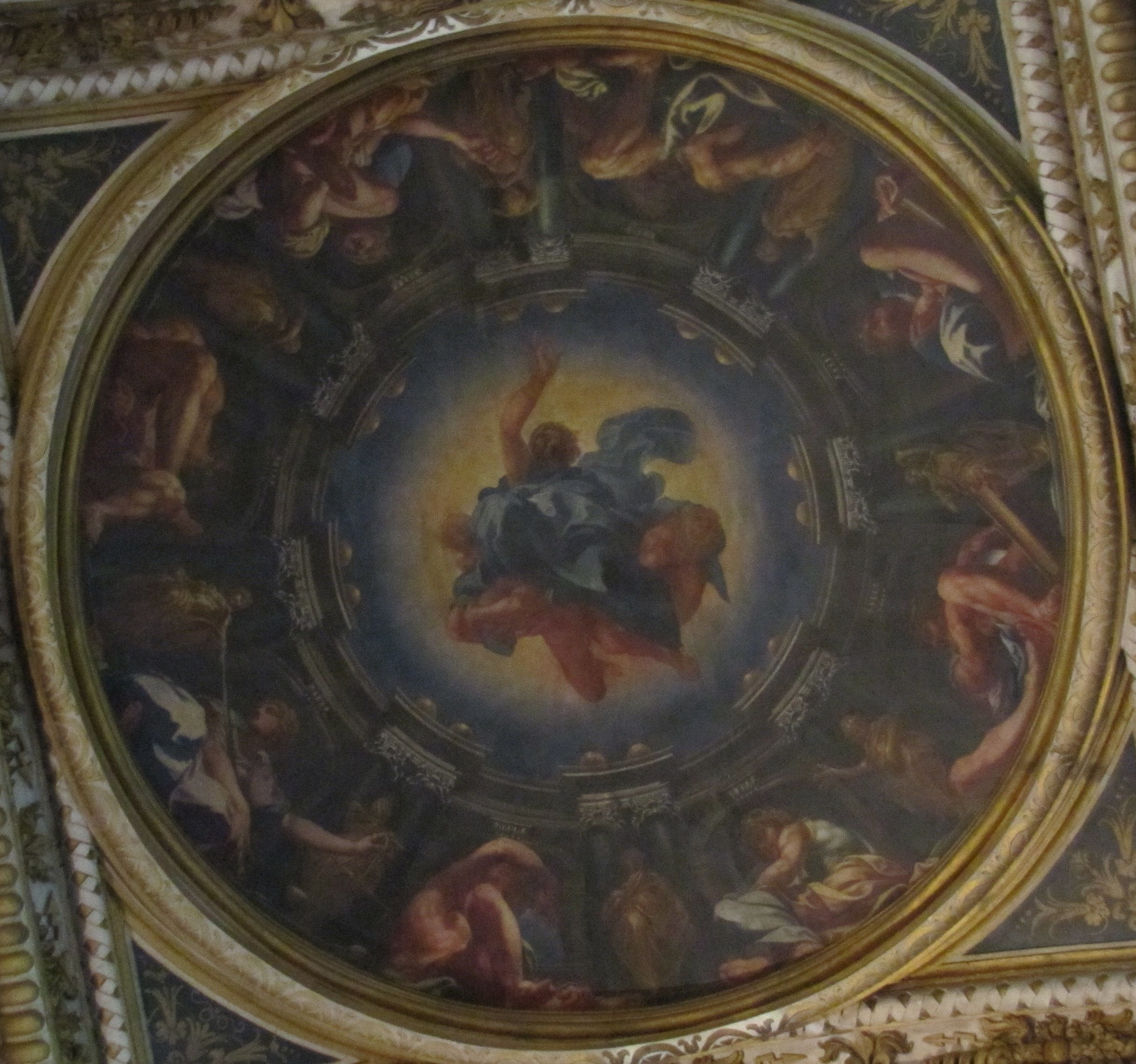
Le Christ du Jugement dernier entouré des sept premières Intelligences et de la Justice, voûte de la chapelle.

Ces décors, qui constituent l’œuvre maîtresse de Martin Fréminet, illustrent les recherches de monumentalité et d’expressivité de sa peinture, dans une imitation assumée mais maladroite des figures de Michel-Ange, et dans un excès de raccourcis et de contrapposto, dans une exagération du modelé des formes, et dans des couleurs qui se révèlent trop contrastées, nuisant ainsi à l’effet d’ensemble et rendant difficile la lisibilité des scènes. Christopher Allen va jusqu'à comparer les personnages de Fréminet à « une troupe de comédiens amateurs dont chacun s'efforcerait de dominer la scène ». André Félibien écrit à la vue de ces décors : « et si j’ose vous parler librement, je vous dirai qu’ayant considéré plusieurs fois la chapelle de Fontainebleau, je n’ai rien trouvé qui m’ait pu plaire quoique je tâchasse de me conformer en quelque sorte au jugement de ceux qui en faisaient état ». Les scènes ne se lient entre elles que par l'emphase de la mise en scène et par l'exagération des mouvements, qui donnent à chacune des figures un aspect artificiel et soulignent l'incohérence des gestes et des attitudes. Jestaz reconnaît que « l'œuvre a le mérite de l'ambition, mais manque à la fois de force expressive et de séduction ». C'est peut-être le manque de charme général et la lourdeur des compositions qui sont à l'origine des critiques sévères dont l'art de Fréminet fera l'objet les siècles suivants, jusqu'à nos jours. Louis Dimier constate ainsi : « Le génie assurément n'est pas ce qui lui manque ici, mais l'art délicat de s'en servir ».
L’œuvre manque sans doute de subtilité, mais Fréminet y expose plus que jamais son style, par la vigueur des contours, la force des couleurs, et les raccourcis audacieux caractéristiques du peintre. L’Ascension par exemple, s’envole au milieu d’architectures et de raccourcis probablement empruntés à la galerie d’Ulysse du Primatice, tandis que les figures de femmes, pleines de sentiments et accompagnées de jeux de drapés virtuoses, rappellent Le Parmesan. Certaines des peintures en camaïeu enfin, semblent être des reprises de l’art de Dubreuil, animées toutefois par une ardeur sauvage propre à Fréminet, et une extravagance des recherches de rythme. Les figures des grandes scènes peintes du plafond arborent une sorte de grâce morbide, qui suggère déjà, en les annonçant, les univers de Jacques Bellange, Quentin Varin, ou Georges Lallemant. Le Père Dan, en 1642, juge ces décors comme « une œuvre considérable où ledit sieur Fréminet a fait paroistre comme en tout le reste de ses ouvrages, combien il excelloit en son art, et qu’il y estoit aussi sçavant que judicieux ».
Cette œuvre ambitieuse, qui pousse à l'extrême la violence des mouvements et la leçon de Michel-Ange, et qui fait la synthèse de la suavité de la galerie d’Ulysse du Primatice (aujourd’hui disparue) et des articulations plastiques de la galerie François Ier, conclut le chantier décoratif de Fontainebleau, et se place comme la dernière œuvre d’ampleur de l’école bellifontaine.

### Les dessins et gravures

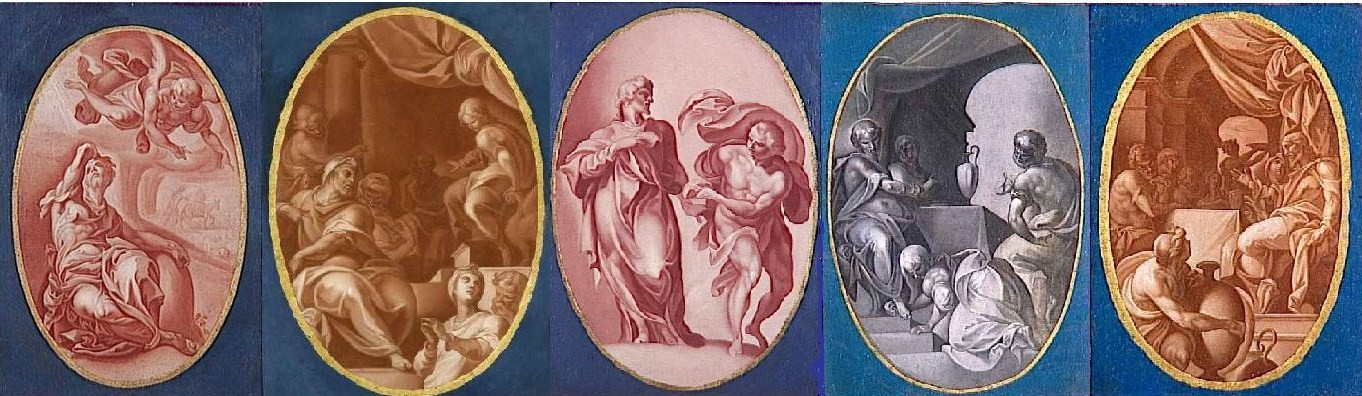
Modelli préparatoires aux réalisations des trumeaux de la chapelle de la Trinité, vers 1608, camaïeux roses et grisailles à l'huile sur toiles collées sur carton, Paris, musée du Louvre.

L’œuvre dessiné de Fréminet se compose notamment de dessins préparatoires et de projets liés à la chapelle de la Trinité de Fontainebleau.
Deux projets de sculptures et de maître-autel nous sont ainsi connus, l'un au musée du Louvre à Paris, l'autre au musée régional de la Hesse à Darmstadt. Fréminet avait adressé une lettre le 26 décembre 1611 au président du Parlement de Paris, Jacques-Auguste de Thou, pour qu'il obtienne de la reine-mère « un fonds de six ou sept mille escus pour commencer l'autel de la chapelle du chasteau de Fontainebleau ». Le dessin du Louvre, illustrant le projet élaboré entre 1610 et 1615, présente un tableau d'autel en partie centrale représentant La Résurrection du Christ, scène ultime du parcours iconographique du décor de la voûte. Le second projet (évoqué par le dessin de Darmstadt), imaginé par l'artiste après 1615, diffère sensiblement, et a inspiré la réalisation de l'autel actuel. Fréminet a également cédé un dessin préparatoire à une fresque : Dieu ordonne à Noé d’entrer dans l’arche avec les animaux, à la plume, encre, lavée de sanguine et rehaussée de blanc (Oslo, Nasjonalgalleriet), tandis que depuis quelques années réapparaissent des modelli en grisaille réalisés en vue des compositions aujourd’hui perdues des trumeaux de la chapelle. Le Louvre conserve ainsi de petites compositions ovales représentant Le Christ parmi les docteurs, La Tentation du Christ au désert, Le Repas chez Simon, Le Songe de Joseph, et Les Noces de Cana. On perçoit dans ces grisailles les caractéristiques de l'art de Fréminet dans la mise en page des scènes : un contre-plongée quasi systématique, un jeu sur le cadre ovale des œuvres par des courbes et des flexions des corps, et par la présence de voûtes et de vases amples soulignant les rondeurs des compositions, ainsi qu'une monumentalité des personnages qui occupent franchement l'espace.
Il existe aussi un certain nombre de copies dessinées et de contre-épreuves à la sanguine des autres compositions perdues. On note ainsi une contre-épreuve de Jésus pardonne à la femme adultère (château de Fontainebleau), une contre-épreuve de La Guérison du paralytique (château de Fontainebleau), une contre-épreuve de L'Ange apparaissant en songe à Joseph (château de Fontainebleau), et une copie dessinée accompagnée d'une contre-épreuve du Christ chassant les marchands du Temple (Paris, École nationale supérieure des beaux-arts). Certaines œuvres, enfin, nous sont totalement inconnues, mais sont citées par le père Dan et par l'abbé Guilbert : c'est le cas de Jésus et la Samaritaine près du puits de Jacob, de La Transfiguration sur le mont Thabor, et de Jésus ordonnant de rendre à César ce qui lui appartient. Il existe également un modello préparatoire à La Religion, dont l'œuvre finale est encore présente à l'angle de la voûte. La peinture comme la grisaille se distinguent ici par un style étonnamment sage et « classique », contrastant ainsi avec les figures voisines.
On note aussi la présence de nombreux dessins dans différents musées : L’Annonciation (vers 1605–1610, New York, Metropolitan Museum of Art), Jupiter et Sémélé (Paris, Bibliothèque nationale de France), Jeune prophète assis, et Musiciens (Vienne, Albertina), Prophète (Darmstadt, musée régional de la Hesse). Il existe également un dessin préparatoire à La Charité de saint Martin conservé au musée du Louvre : une étude à la tête du mendiant, identifiée récemment.
Les gravures exécutées par son ami Philippe Thomassin constituent une source précieuse de documents, permettant de connaître certaines œuvres peintes aujourd’hui disparues. On peut ainsi avoir un aperçu de certaines de ses œuvres italiennes, et de certains tableaux aujourd’hui perdus, exécutés après son retour en France (comme Le Christ avec des instruments de la passion, 1615). Ces gravures montrent des musculatures souvent exagérées, directement inspirées de l’œuvre de Michel-Ange, dans un style très italianisé mais mal défini. Il est étonnant de constater que la confusion est facile entre un Saint Sébastien de Hans von Aachen, et la gravure de Thomassin d’après le Saint Sébastien perdu de l’église Saint-Josse, de Fréminet, ce qui accrédite l’hypothèse d’influences probables, voire aujourd’hui certaines, des peintres nordiques dans son art. Martin Fréminet a peut-être gravé lui-même.

### Liste d'œuvres

#### Peintures et décors
| Tableau | Titre                                                                                                | Date        | Dimensions   | Notes                                | Lieu d’exposition                                |
| ------- | --- | ----------- | ------------ | ------------------------------------ | ------------------------------------------------ |
|         | Le Serment d'Hannibal                                                                                | vers 1600 ? |              |                                      | Dijon, musée Magnin                              |
|         | Décor peint du plafond de la chapelle de la Trinité                                                  | 1608-1619   |              |                                      | Fontainebleau, musée national du château         |
|         | La Charité de saint Martin                                                                           |             | 347 × 237 cm |                                      | Paris, musée du Louvre                           |
|         | Adoration des bergers                                                                                |             |              | Provient de l'hospice de Montgenèvre | Gap, Musée Muséum départemental des Hautes-Alpes |
|         | Quatre panneaux des Évangélistes (Matthieu, Marc, Luc, Jean)                                         |             |              | Proviennent du château de Richelieu  | Orléans, musée des Beaux-Arts                    |
|         | Quatre panneaux des Pères de l'Église (Saint Ambroise, Saint Augustin, Saint Grégoire, Saint Jérôme) |             |              | Proviennent du château de Richelieu  | Orléans, musée des Beaux-Arts                    |

#### Dessins
- Jésus parmi les docteurs, dessin, toile tendue sur carton, Paris, musée du Louvre.
- La Tentation du Christ au désert, dessin, toile tendue sur carton, Paris, musée du Louvre.
- Noces de Cana, dessin, toile tendue sur carton, Paris, musée du Louvre.
- Allégorie de la reddition d'une ville, sanguine, Paris, musée du Louvre.
- Le Songe de Joseph, grisaille, Paris, musée du Louvre.
- Le Songe de Constantin, vers 1610, plume et encre brune, lavis gris, Paris, musée du Louvre[63].

#### Tableaux autrefois attribués à Fréminet
- Le Jugement dernier (aujourd'hui attribué à Jacques Le Pilleur), 1605, Paris, église Saint-Étienne-du-Mont.
- La Mort de Lucrèce (autrefois attribué à Fréminet), Dijon, musée Magnin.
- Mercure ordonne à Enée d'abandonner Didon (aujourd'hui attribué à Orazio Samacchini), Paris, musée du Louvre[64].
- Vierge à l'Enfant entourée de nuages (d'après Fréminet), Aix-la-Chapelle, Suermondt-Ludwig-Museum.
- Saint François consolé par un ange musicien (attribué), Rouen, musée des Beaux-Arts.
- La Vierge à l'enfant avec saint Joseph (attribué, ou d'après une gravure de Philippe Thomassin), La Courneuve, église Saint-Lucien.
- La Résurrection (aujourd'hui attribué à Pierre Briard), Cadillac, collégiale Saint-Blaise-Saint-Martin.
- La Pentecôte (copie d'après Titien), Virieu, château de Virieu.
- La Résurrection (attribué), Saint-Christophe-sur-le-Nais, église Saint-Christophe.
- La Toilette d'Hersé (autrefois attribué à Fréminet), Bordeaux, musée des Beaux-Arts.
- Le Christ et les petits enfants (aujourd'hui attribué à Martin de Vos), La Ferté-Milon, église Saint-Nicolas.
- Henri IV en Mars (aujourd'hui attribué à Jacob Bunel), Pau, musée national du château.